# أولغا بيرغولتس
أولغا فيودوروفنا بيرغولتس (بيرجولتز أو بيرجهولز) بالروسية (О́льга Фё́доровна Бергго́льц) ولدت في 16 مايو 1910 وتوفيت في13 نوفمبر 1975). وقد عرفت الفنانة أولغا بشكل خاص في لينينغراد أثناء الحصار في الحرب العالمية الثانية وذلك عن طريق منشوراتها وحديثها في الراديو. ومن خلال هذه الخطابات والمنشورات أصبحت أولغا واحدة من أهم رموز القوة والاستقرار في المدينة.

## حياتها

### السنوات الأولى
بيرغولتس هي ابنة لطبيب يعمل في مصنع. ولدت كواحدة من أبناء الطبقة العادية في المجتمع في مدينة بطرسبرج. وقد بدأت كتابة الشعر في عام 1924. تزوجت بالفنان بورس كورنيلوف بعد تعرفهما بسنة من خلال المؤتمر الفني الذي أقيم في المجتمع الأدبي في 1925. وبعد ذلك أنجبت ابنتها أيرينا.
وفي هذة الفترة بدأ كل من بورس وأولجا بالالتحاق بالتعليم العالي في مجال الفنون الجميلة ولكن بعد فترة قصيرة توقف بوريس عن التعليم.ولكن بعدها بفترة بدأت اولجا الدراسة في جامعة لينيغراد، وتخرجت من مجال فقه اللغة في عام 1930 . وبعد تخرجها مباشرة ذهبت إلى كازاخستان للعمل كصحفية في إحدى الجرائد السوفيتية. وفي هذة الفترة كانت متزوجة من الفنان نيكولاى مالتنوشف بعد أن انفصلت عن كورنيلوف.
وبعد عودتها مرة أخرى إلى لينغيراد بدأت بالعمل كصحفية في مجال الطاقة الكهربائية في محطة توليد الكهرباء. وفي هذه الفترة تكلمت بشكل عام عن المشاعر والأفكار في هذه الفترة من خلال العديد من الأعمال التي حصلت على تقدير مكسيم غوركى مثلا: مكان خارج الطريق (1932)، (ليلة) 1935، الصحفيون (1934)، الحبوب (1935) وكذلك كتابة قصائد (1934) وأوغليش (1932).
وبنهاية التستعينيات بدأت بنشر العديد من الأعمال السيئة لعديد من تجارب الفنانين. وفي عام 1938 سجن بوريس كورنيلوف الزوج الأول لأولجا وهو والد ايرنا ومايا وبعد ذلك قتل. وفي نوفمبر 1938 اعتقلت وحبست لمدة 7 شهور.
وبسبب إحدى حوادث الاغتصاب التي تعرضت لها أثناء الحبس أصبحت حامل لجنين ميت بداخلها. وقد ذكرت كل الاحداث التي تعرضت لها الكاتبة في العديد من الأعمال الفنية. خاصة في (العقدة 1965) على وجه الخصوص.

### السنوات الأخيرة
وفي عام 1940 انضمت إلى الحزب الشيوعى، حيث بقيت في المدينة لمدة 900 يوم بسبب حصار لينيغراد، وعملت في الإذاعة في المدينة. وفي هذا السياق قامت بيرجولتس بالقاء العديد من الخطب والقصائد التي تتحدث عن الجوعى والمنكوبين مثل: (يوميات فبراير 1942)، (قصيدة لينينغراد 1942)، (في ذكرى المدافعين 1944)، (طريقك 1945) وكل هذا يقع في شكل قصائد. وبالأضافة إلى ذلك اعربت من خلال قصائدها عن الأحداث الهامة التي وقعت في روسيا العديد من المرات. ومن مذكرات الفنانين (كتاب يوم النجوم) نشر في 1959، وفي 1968 دخلت إلى تمثيل فيلم.
توفت أولجا بيرجولتس في 13 نوفمبر 1975، ودفنت في مستقى بلتيراوسكى.

## التراث
حصلت بيرجولتس على العديد من الجوائز مثل وسام الراية الحمراء ووسام لينين. وفي عام 1971 لقبت بأسم بيرجهولز وهذا الاسم مستوحى من اكتشاف كوكب صغير في الفلك السوفيتى تمارا ميكهايلفانا. واطلق اسمها أيضا على أسماء أحد الشوارع في مدينة بطرسبورغ حيث أنها ألهمت حياتها للفنون والأعمال حيث قام ايفان فولر بتأليف كتاب عن قصة حياتها نشر في عام 2009 (استقيظ بداخلى).

## وصلات خارجية
- أولغا بيرغولتس على موقع IMDb (الإنجليزية)
- أولغا بيرغولتس على موقع ميوزك برينز (الإنجليزية)
- أولغا بيرغولتس على موقع ديسكوغز (الإنجليزية)